# 猬属
蝟屬（学名：Erinaceus）为真盲缺目猬科的一屬。

## 分类
本属归类于猬亚科，其它同亚科的動物尚有大耳蝟屬（Hemiechinus）、林蝟屬（Mesechinus）、非洲蝟屬（Atelerix）、沙漠猬属（Paraechinus）等。

### 内部分类
本属共有4种：
- 黑龙江刺猬 Erinaceus amurensis
- 东欧刺猬 Erinaceus concolor
- 西欧刺蝟 Erinaceus europaeus
- 北方白胸刺蝟 Erinaceus roumanicus